# Balabac
Balabac (Bayan ng Balabac) är en kommun i Filippinerna. Kommunen tillhör provinsen Palawan och ligger på ön med samma namn. Folkmängden uppgår till 25 257 invånare.

## Källor

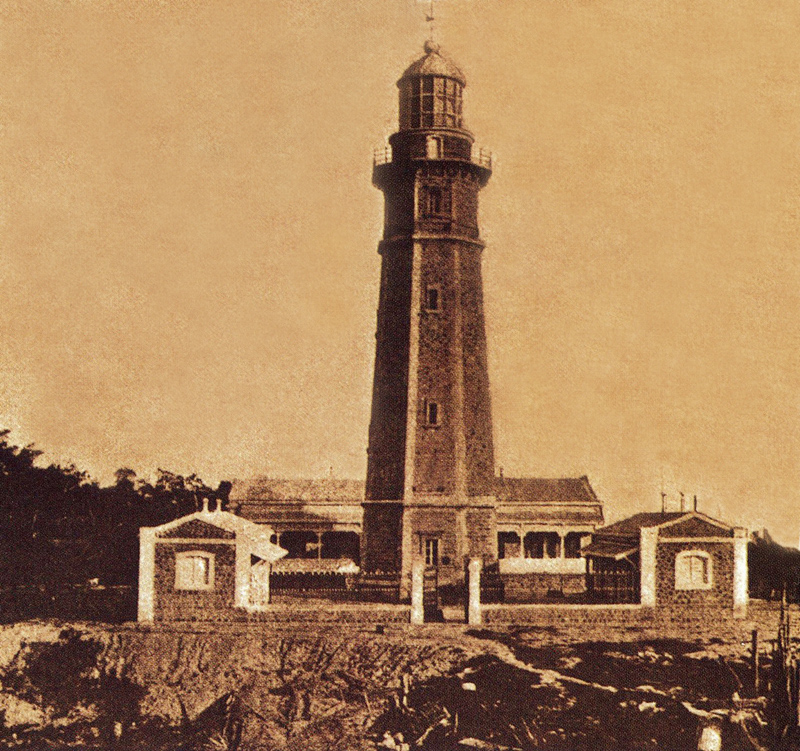

## Barangayer
Balabac är indelat i 20 barangayer.
| - Agutayan - Bugsuk (New Cagayancillo) - Bancalaan - Indalawan - Catagupan - Malaking Ilog - Melville - Pandanan - Pasig | - Rabor - Ramos - Salang - Sebaring - Poblacion I - Poblacion II - Poblacion III - Poblacion IV - Poblacion V - Poblacion VI |